# Клаусура 2015 (Сальвадор)
Клаусура 2015 (исп. Torneo Clausura 2015) — вторая половина 81-го сезона чемпионата Сальвадора по футболу.

## Участники
| Команда                | Город          |
| ---------------------- | -------------- |
| Санта-Текла            | Санта-Текла    |
| Исидро Метапан         | Метапан        |
| Хувентуд Индепендьенте | Сан-Хуан-Опико |
| ФАС                    | Санта-Ана      |
| Альянса                | Сан-Сальвадор  |
| Агила                  | Сан-Мигель     |
| Пасакуина              | Пасакуина      |
| Атлетико Марте         | Сан-Сальвадор  |
| УЭС                    | Сан-Сальвадор  |
| Драгон                 | Сан-Мигель     |

## Турнирная таблица
| М  | Команда                | И  | В  | Н | П  | Мячи    | ±   | О  | Примечания                                    |
| -- | ---------------------- | -- | -- | - | -- | ------- | --- | -- | --------------------------------------------- |
| 1  | Исидро Метапан         | 18 | 10 | 3 | 5  | 27 − 15 | +12 | 33 | Финальная фаза                                |
| 2  | Хувентуд Индепендьенте | 18 | 9  | 2 | 7  | 26 − 22 | +4  | 29 | Финальная фаза                                |
| 3  | Санта-Текла            | 18 | 8  | 5 | 5  | 26 − 23 | +3  | 29 | Финальная фаза                                |
| 4  | Альянса                | 18 | 7  | 6 | 5  | 22 − 17 | +5  | 27 | Дополнительный матч за место в финальной фазе |
| 5  | ФАС                    | 18 | 7  | 6 | 5  | 20 − 16 | +4  | 27 | Дополнительный матч за место в финальной фазе |
| 6  | Агила                  | 18 | 7  | 3 | 8  | 22 − 20 | +2  | 24 |                                               |
| 7  | Пасакуина              | 18 | 6  | 5 | 7  | 19 − 25 | −6  | 23 |                                               |
| 8  | Атлетико Марте         | 18 | 6  | 3 | 9  | 19 − 20 | −1  | 21 |                                               |
| 9  | УЭС                    | 18 | 5  | 3 | 10 | 19 − 29 | −10 | 18 |                                               |
| 10 | Драгон                 | 18 | 4  | 6 | 8  | 15 − 28 | −13 | 18 |                                               |

И — игры, В — выигрыши, Н — ничьи, П — проигрыши, Мячи — забитые и пропущенные голы, ± — разница голов, О — очки

## Дополнительный матч за место в финальной фазе
| Альянса                             | 2:2 (0:0) | ФАС                                |
| ----------------------------------- | --------- | ---------------------------------- |
| Г. Лопес 86′ · Филиппе 90+7′ (пен.) | Отчёт     | Рендерос 56′ · Д. Кореа 72′ (пен.) |

## Финальная фаза

### Полуфиналы
Первые матчи были проведены 10—11 мая, а ответные состоялись 17—18 мая.
| Команда 1   | Итог | Команда 2              | 1-й матч | 2-й матч |
| ----------- | ---- | ---------------------- | -------- | -------- |
| ФАС         | 1:2  | Исидро Метапан         | 0:2      | 1:0      |
| Санта-Текла | 6:4  | Хувентуд Индепендьенте | 3:3      | 3:1      |

#### Первые матчи
| Санта-Текла                       | 3:3 (1:2) | Хувентуд Индепендьенте       |
| --------------------------------- | --------- | ---------------------------- |
| И. Мансиа 11′ · И. Эррера 47′ 85′ | Отчёт     | Перла 9′ 45+2′ · Д. Диас 58′ |

| ФАС | 0:2 (0:1) | Исидро Метапан                |
| --- | --------- | ----------------------------- |
|     | (отчёт)   | Р. Паркс 15′ · Э. Рамос 90+2′ |

#### Ответные матчи
| Исидро Метапан | 0:1 (0:0) | ФАС             |
| -------------- | --------- | --------------- |
|                | Отчёт     | К. Альварес 64′ |

| Хувентуд Индепендьенте | 1:3 (1:2) | Санта-Текла                                |
| ---------------------- | --------- | ------------------------------------------ |
| Р. Ривера 44′          | Отчёт     | Рикардиньо 14′ · И. Эррера 42′ · Майен 88′ |

### Финал
| Исидро Метапан | 1:1 (0:1) | Санта-Текла       |
| -------------- | --------- | ----------------- |
| Ульоа 82′      | Отчёт     | В. Мальдонадо 22′ |

| Чемпион Сальвадора (Клаусура) 2015 |
| ---------------------------------- |
| Санта-Текла в 1-й раз              |

## Бомбардиры
| Место | Игрок           | Клуб                   | Голы |
| ----- | --------------- | ---------------------- | ---- |
| 1     | Николас Муньос  | Агила                  | 11   |
| 1     | Эктор Рамос     | Исидро Метапан         | 11   |
| 1     | Давид Ругамас   | Хувентуд Индепендьенте | 11   |
| 4     | Хонатан Филиппе | Альянса                | 9    |
| 5     | Рикардиньо      | Санта-Текла            | 8    |
| 5     | Ирвин Эррера    | Санта-Текла            | 8    |